# Alice Scherrer-Baumann
Alice Scherrer-Baumann (Lutzenberg, 12 gennaio 1947) è una politica e insegnante svizzera.

## Biografia
Figlia di Jakob Baumann, poliziotto, e di Alice Niederer, sarta da donna e casalinga. Frequentò la scuola elementare a Lutzenberg, la scuola secondaria a Rheineck e l'istituto magistrale Mariaberg a Rorschach dal 1964 al 1968. Lavorò come maestra di scuola elementare a Grub dal 1968 al 1974, e nel 1972 compié un soggiorno linguistico nel sud della Gran Bretagna. Dopo la formazione di docente di scuola secondaria dal 1975 al 1977 presso l'istituto magistrale di San Gallo insegnò alla scuola secondaria femminile Blumenau di San Gallo fino al 1992. Nel 1980 sposò l'insegnante Erich Scherrer, con cui ebbe due figli. Dal 1987 al 1991 fu inoltre docente di tedesco e civica alla scuola per infermieri pediatrici di San Gallo.

### Carriera politica
Entrò in politica nel 1987 come municipale indipendente di Grub, nel dicastero scuola, ricoprendo questa carica fino al 1994. Dal 1991 al 1995 fece parte della Commissione di revisione della Costituzione cantonale e nel 1993 venne eletta nel Gran Consiglio come deputata di Grub. Eletta nell'esecutivo cantonale nel 1994 insieme a Marianne Kleiner-Schläpfer, presiedette il Dipartimento della sanità e della socialità, facendosi un nome come esperta intercantonale di politica sanitaria. Nel 1995 aderì alla sezione cantonale del Partito radicale democratico (PRD) e nel 1999 fu cofondatice della sezione PRD di Grub. Dal 1998 al 2002 presiedette il comitato strategico di Expo 2027, progetto per l'organizzazione di un'esposizione nazionale nella Svizzera orientale. Nel 1999-2002 divenne presidentessa della Conferenza svizzera delle direttrici e dei direttori cantonali della sanità, presiedendo tra l'altro il gruppo specializzato della formazione e fungendo da delegata per le questioni internazionali. Landamana di Appenzello Esterno nel 2003, si dimise nel 2006.

### Carriera successiva
Dal 2004 al 2015 Alice Scherrer-Baumann fu attiva come docente di Hospital Governance all'Institut für Führung und Personalmanagement dell'Università di San Gallo nonché al Centre for Corporate Governance della stessa università. In questo contesto partecipò alla creazione del Female Board Pool, una rete per incrementare la quota di donne nei consigli di amministrazione. Dopo il ritiro dall'attività politica fece parte del comitato del dipartimento della sanità della scuola universitaria professionale di Berna e di diversi consigli di amministrazione nel settore ospedaliero e della sanità, tra cui Psychiatrie Baselland (presidentessa dal 2013), la clinica Hirslanden a Heiden dal 2009 al 2017, la cassa malati Concordia (vicepresidentessa dal 2013 al 2017) e l'ospedale cantonale di Basilea Campagna (vicepresidentessa dal 2012).